# Jaime López Barrera
Jaime López Barrera (1924 - 1989) fue un político uruguayo del Partido Colorado, intendente del departamento de Rocha (1966-1971), diputado nacional y subsecretario de obras públicas (1972-1973). 

## Biografía
Hijo de maestros, Jaime provino de una familia de maestros y militares. Por la familia de su padre, Manuel López Toledo, era primo del cantautor de folklore Braulio López, del dúo Los Olimareños. Estuvo casado con Olga Elsa Inzaurralde Rodrigo (1924-) con quien tuvo un único hijo, el epidemiólogo veterinario Alejandro López Inzaurralde (1948-2008). Fue cuñado del exdiputado y poeta Santos Inzaurralde.
Natural del departamento de Lavalleja, fue elegido intendente del departamento de Rocha en las elecciones generales de 1966 y gobernó hasta 1971. 
Como político rochense, era frecuentemente aludido como profesor, pese a ser maestro. En la intendencia, fue responsable por la construcción de la calle bi-nacional del Chuy, que divide la frontera seca entre Uruguay y Brasil, por lo que recibió dos comendas del gobierno militar brasileño. Realizó además otras inversiones en infraestructura, entre las que se incluyen obra de urbanización en el balneario La Paloma. En 1971 renuncia a la intendencia de Rocha para candidatearse a la cámara de diputados por  lista 14, vertiente conservadora del Partido Colorado en ese entonces liderada por el presidente Jorge Pacheco Areco.
En las elecciones de 1971, Jaime López compone al grupo político Unión Nacional Reeleccionista (UNR), cuyo propósito fue impulsar una reforma constitucional para permitir la reelección consecutiva de Jorge Pacheco Areco. El intento de reforma fue derrotado en plebiscito, siendo entonces electo presidente el también colorado Juan María Bordaberry, bajo acusaciones de fraude electoral en perjuicio del candidato blanco Wilson Ferreira Aldunate. Jaime es electo diputado y Arturo Correa Cardoso, a quien apoyó, es electo como sucesor en la intendencia de Rocha, manteniéndola en manos del Partido Colorado.
Como diputado, Jaime López participó en 1972, de comisión investigadora de la Cámara de Diputados encargada de investigar los eventos envolviendo a la patota de la Juventud Uruguaya de Pie (JUP) que en 1972 copó armada el Liceo N.º 8 de 8 de Octubre y asesinó al estudiante Nelson Santiago Rodríguez Muela, con connivencia de la policía y en el contexto de represión desencadenada por el Estado de Guerra interno. La comisión escuchó a testigos, convocó al Ministro del Interior, y remitió sus documentos la justicia.
En 1972 fue apuntado subsecretario de obras públicas en la administración de Juan María Bordaberry, siendo ministro el militar Ángel Servetti. Tras el autogolpe de Estado de Bordaberry en 1973, ambos el ministro Servetti y Jaime López renuncian a sus puestos. El golpe de Bordaberry marcó el inicio del régimen Cívico-Militar que perduró hasta 1985.
Después de la clausura del Parlamento es jubilado sumariamente junto a los demás legisladores. Documento desclasificado del Departamento de Estado de EE. UU. expone que Jaime López firma, junto a otros 13 líderes políticos de la UNR, carta dirigida a Pacheco Areco denunciando el golpe de Estado y urgiendo el retorno del caudillo así como sus esfuerzos para retomar el orden constitucional. Pacheco se encontraba como embajador de Uruguay en España en ese entonces. Estos eventos muestran oposición por parte de Jaime al naciente régimen dictatorial uruguayo. Pacheco sin embargo envía un telegrama de apoyo a Bordaberry y hace carrera diplomática con los auspicios del régimen de facto. Hacia 1980 Pacheco apoya públicamente el voto en el Sí en el plebiscito de reforma constitucional que impulsó la dictadura para dar mayor sostén al régimen militar. 
En oposición a su dirigente político, Jaime es registrado por servicios de inteligencia de la dictadura como partícipe en encuentro de la juventud Batllista en función de la campaña opositora del NO para el plebiscito. Jaime López no vuelve a acceder a cargos políticos y regresa a la actividad profesional de maestro. Muere en su residencia en Montevideo en 1988.
Fue miembro de instituciones locales de élite, siendo vicepresidente del Rotary Club de Rocha y también miembro de la masonería. Antes de ser intendente, Jaime fue director de una escuela rural en Rocha, de la cual él y su señora Olga Inzaurralde eran los únicos miembros del equipo docente. En el deporte fue golero de Institución Atlética Sud América, presidente de la Liga Rochense de Fútbol y del Club Atlético Defensor Estudiantil Rochense, e hincha de Montevideo Wanderers.